# Apterichtus equatorialis
Apterichtus equatorialis är en fiskart som först beskrevs av Myers och Wade, 1941.  Apterichtus equatorialis ingår i släktet Apterichtus och familjen Ophichthidae. IUCN kategoriserar arten globalt som livskraftig. Inga underarter finns listade i Catalogue of Life.